# СС
CC (абр. подвоєнна руна сігель — ; скорочення від нім. Schutzstaffel — «Захисні загони»; нім. Schutz — захист, охорона, нім. Staffel — група, загін, команда) — військово-поліційна організація Націонал-соціалістичної німецької робітничої партії. Утворена 4 квітня 1925 року як захисні загони партії. Повна назва — Захисні загони Націонал-соціалістичної німецької робітничої партії (нім. Schutzstaffel der NSDAP). Протягом 4 липня 1934 — 8 травня 1945 існувала як окрема парамілітарна організація у складі збройних сил Німеччини. Брала участь в організації Голокосту.

## Хронологія
- вересень 1921 — служба порядку НСДАП переформована в штурмові загони (СА);
- березень 1923 — створення «штабної варти» для охорони Адольфа Гітлера (для противаги СА);
- 9 листопада 1923 — ударний загін з 30 осіб разом з НСДАП брав участь у Пивному путчі. Серед 16-ти загиблих 5 — члени загону. Заборона загону.
- 4 квітня 1925 — Юліус Шрек отримав завдання створити новий підрозділ для персональної охорони Гітлера;
- 21 вересня 1925 — наказ про організацію підрозділів по всій Німеччині;
- 9 листопада 1925 — отримання назви «Охоронні загони»;
- 1927 — СС налічує близько 200 осіб (у той час як в СА — близько 30 000);
- листопад 1926 — Гітлер — верховний керівник СА. Імперський керівник СС (рейхсфюрер СС) підпорядкований начальнику штабу СА.
- 5 листопада 1931 — начальником штабу СА призначено Ернста Рема (до цього — військовий радник уряду Болівії);
- березень 1933 — для охорони Гітлера створено «штабну варту СС Берлін» (120 осіб на чолі з Дітріхом); з листопада — лейб-полк СС «Адольф Гітлер» (створення військ СС).
- 30 червня 1934 — арешт і ліквідація керівництва СА силами СС при підтримці армії;
- 20 липня 1934 — СС проголошено незалежною партійною організацією на чолі з рейхсфюрером СС. Її чисельність — майже 200 000 осіб.
- з 1936 року звичайна поліція (Schutzpolizei) була виведена з підпорядкування Міністерства внутрішніх справ і поєднана з СС на чолі з Гіммлером. В 1938 те ж саме відбулося в поєднаній з Рейхом Австрії.
- В 1939 році створюються військові підрозділи СС (Waffen-SS), дивізії «Мертва голова» (Division-Totenkopf) — з цього моменту Вермахт втратив монополію збройних сил в Третьому Рейху. Трапилося саме те, чого побоювався німецький генералітет але з боку СА Ернста Рема.
- 1945 — в лавах «загальних» СС — 263 929 осіб (березень), в військах СС — 63 881 членів «загальних» СС (травень 1945).

## Рейхсфюрери СС
- 1926 — весна 1927 — Йозеф Берхтольд (ветеран ударного загону);
- 1927 — 6 січня 1929 — Ергард Гайден[de] (заступник — Генріх Гіммлер);
- 6 січня 1929 — квітень 1945 — Генріх Гіммлер;
- квітень-травень 1945 — Карл Ганке (до цього — гауляйтер Нижньої Силезії).

## Кількість членів СС
Після 1933 року кар'єра в СС стала все більш привабливою для соціальної еліти Німеччини, яка масово почала приєднуватись до підрозділу, зазвичай мотивована політичним оппортунізмом. До 1938 р. Близько третини керівництва СС були членами верхньосереднього класу. Ця тенденція змінилася після першого радянського контрнаступу 1942 року.
| Рік     | Кількість                    | Рейхсфюрер-СС                                      |
| ------- | ---------------------------- | -------------------------------------------------- |
| 1925    | 200[2]                       | Юліус Шрек[3]                                      |
| 1926    | 200[4]                       | Йозеф Берхтольд[5]                                 |
| 1927    | 200[4]                       | Ергард Гайден[4]                                   |
| 1928    | 280[6]                       | Ергард Гайден[4]                                   |
| 1929    | 1000[7]                      | Генріх Гіммлер[8]                                  |
| 1930–33 | 52000[2] (ефект перемоги)[9] | Генріх Гіммлер[8] (становлення Третього Рейху)[10] |
| 1934–39 | 240000[11]                   | Генріх Гіммлер[8]                                  |
| 1940–44 | 800000[12]                   | Генріх Гіммлер[8]                                  |
| 1944–45 | 1000000 [12]                 | Генріх Гіммлер[8] та Карл Ганке[13]                |

## Апарат СС
- Головне управління СС (з 1934 року 4 групи. Керівники: 1934-35 — СС-группенфюрер Курт Вітьє, 1935-41 — СС-группенфюрер Август Гайссмаєр; 1941-45 — СС-обергруппенфюрер і генерал військ СС Готтлоб Бергер)
- Головне оперативне управління СС (з 8 серпня 1940 року 4 групи у складі 16 відділів та 13 інспекцій. Керівники: 1940−42 — особисто Гіммлер, 1942-45 — СС-обергруппенфюрер Ганс Юттнер)
- Штаб рейхсфюрера СС (низка відділів, а також організації «Аненербе» та «Лебенсборн». Керівники: 1936−43 — СС-обергруппенфюрер Карл Вольф, 1943 — 1945 — Пауль Баумерт)
- Головне адміністративно-господарське управління СС (з лютого 1942) — забезпечення, будівництво і концтабори (4 групи. Керівник: СС-обергруппенфюрер Освальд Поль)
- Головне управління судів СС (4 групи. Керівники: 1939-42 — Пауль Шарфе, 1942-45 — СС-обергруппенфюрер Франц Брейтхаупт)
- Головне управління імперської безпеки: СД (служба безпеки СС) + кримінальна поліція + поліція безпеки = РСХА.

7 управлінь РСХА:
- - Кадрове
  - Адміністрація і постачання
  - Служба безпеки на території Німеччини
  - Таємна державна поліція («Гестапо»)
  - Кримінальна поліція
  - Закордонна розвідка
  - Дослідження світогляду
  - в лютому-червні 1944 — також військове управління

Управління поділялись на відділи, відділи — на реферати.
Керівники РСХА:
- - 1939 — 42 — СС-обергруппенфюрер і генерал поліції Рейнхард Гейдріх
  - 1942 — 43 — особисто Гіммлер
  - 1943 — 45 — СС-обергруппенфюрер і генерал поліції, доктор юриспруденції Ернст Кальтенбруннер
- Головне управління раси і поселень (з 1931 р. 11 відділів. Керівники: 1931 — 35 — СС-обергруппенфюрер Ріхард Оскар Дарре; 1935 — 38 — СС-обергруппенфюрер Герберт Бакке; 1938 — 40 — СС-обергруппенфюрер Гюнтер Панке; 1940 — 43 СС-обергруппенфюрер Отто Гофман; 1943 −45 — СС-обергруппенфюрер і генерал поліції Ріхард Герман Гільдебрандт).
- Рейхскомісаріат із зміцнення німецької народності (з 1939/41 р.; 6 основних відділів. Керівник — СС-обергруппенфюрер Ульріх Грейфельд)
- Посередницький пункт для етнічних німців (з 1937/41 р., 9 відділів. Керівник — СС-обергруппенфюрер і генерал військ СС і поліції Вернер Лоренц.
- Головне відомство політичної освіти (з 1940 р.; 48 шкіл партійної освіти. Керівник — СС-обергруппенфюрер і генерал-лейтенант військ СС Август Хейсмейер).
- Головне управління поліції порядку (з 1936 р., 7 відділів. Керівники: 1936 — 43 -СС-обергруппенфюрер і генерал поліції Курт Далюге, 1943 — 45 — СС-обергруппенфюрер і генерал-лейтенант поліції Альфред Вюнненберг.

## Звання СС

Офіцери СС у Маутгаузені. 1941 р.

- рейхсфюрер СС
- обергрупенфюрер СС
- групенфюрер СС
- бригадефюрер СС
- оберфюрер СС
- штандартенфюрер СС
- оберштурмбанфюрер СС
- штурмбанфюрер СС
- гауптштурмфюрер СС
- оберштурмфюрер СС
- унтерштурмфюрер СС
- штурмшарфюрер СС
- гауптшарфюрер СС
- обершарфюрер СС
- шарфюрер СС
- унтершарфюрер СС
- роттенфюрер СС
- штурманн СС
- СС-ман

## Національний склад військВаффен СС
Дані по добровольцях — загальні за всю війну. Частка німців з Німеччини становила близько 50 % особового складу військ СС.
- Голландія — 22 000
- Бельгія, фламандці — 7 500
- Бельгія, валлони — 5 500
- Франція —10 000
- Італія —20 000
- Данія — 7 500
- Норвегія — 8 000
- Швеція — 300
- Фінляндія — 2 000
- Албанія — 6 500
- Хорватія — 26 000
- Сербія —7 000
- Болгарія — 750
- Румунія — 5 000
- Угорщина — 40 000
- Чехія, Польща і Словаччина — 3 000
- Латвія — 40 000
- Литва — 150
- Естонія — 23 000
- Україна — 27 000
- Кавказ, Азія — 8 000
- Дон, Кубань, Терек — 35 000
- Росія, Білорусь — 28 000
- Люксембург і Ліхтенштейн — 3 000
- Швейцарія — 1 330
- Фольксдойче Європи (окрім Польщі) — 198 000

## Передумови створення
В 1923 році НСДАП під керівництвом лідера Адольфа Гітлера, створила невелику охоронну групу більш відому як Saal-Schutz, щоб забезпечити їхні зустрічі у Мюнхені. У тому ж році Гітлер наказав утворити невелику охоронну одиницю, що підпорядковувалась особисто йому. Гітлер намагався відділити себе від «сірої маси» партії, в тому числі і напіввійськової організації Sturmabteilung (Штурмові загони, СА), яким він не довіряв. Нове формування було визначено як Stabswache (Особиста охорона). Спочатку група складалася з восьми чоловік, якими керували Юліус Шрек та Йозеф Берхтольд група була змодельована як фрайкор. В травні 1923 групу було перейменовано на Stoßtrupp (Ударний загін).

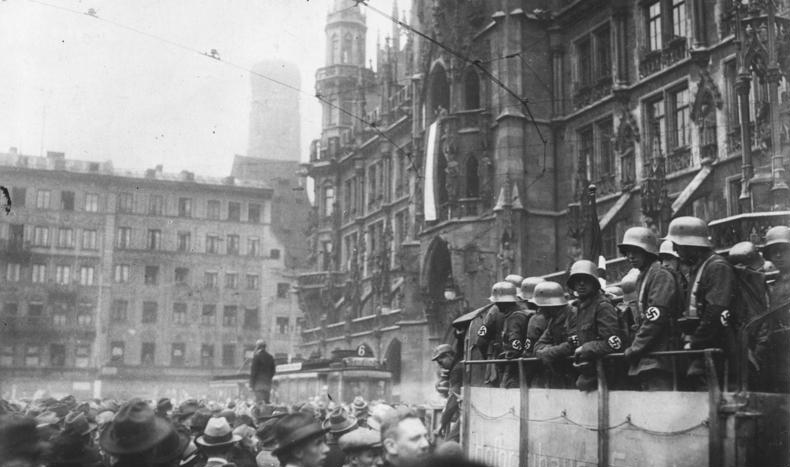
НСДАП разом з прихильниками та штурмовими загонами в Мюнхені під час Пивного путчу, 1923

Stoßtrupp було розформовано в тому ж 1923 році після невдалого Пивного путчу під час спроби НСДАП захопити владу у Мюнхені. В 1925 році Гітлер віддав наказ Шреку організувати нову охоронну групу Schutzkommando (Захисна команда). В функції якої входило супроводжувати Гітлера на всіх партійних з'їздах та інших подіях. В тому ж році Schutzkommando було надано права національної організації та перейменовано в Sturmstaffel (Штурмові загони). Офіційно СС було засновано 9 листопада 1925 року (друга річниця пивного путчу). Нові загони мали захищати лідерів НСДАП по всій Німеччині.

## Іноземні легіони та волонтери
Починаючи з 1940 року, Гіммлер запровадив вербування етнічних німців що не були громадянами Німеччини. В березні 1941 р. Головне управління СС наказало Germanische Leitstelle розмістити рекрутингові центри по всій окупованій Європі. Більшість з рекрутів отримали лише приставку Ваффен замість Ваффен-СС . Добровольці зі скандинавських країн заповнили ряди двох підрозділів, SS-Wiking та SS-Nordland. Швейцарські німці приєдналися до їх рядів в значній кількості. Бельгійські фламандці приєдналися до голландців, в ряди SS-Nederland їх валлонські співвітчизники приєдналися до SS-Wallonien. До кінця 1943 р. близько чверті СС були етнічними німцями з усієї Європи, а до червня 1944 р. половина Ваффен-СС були іноземними громадянами.

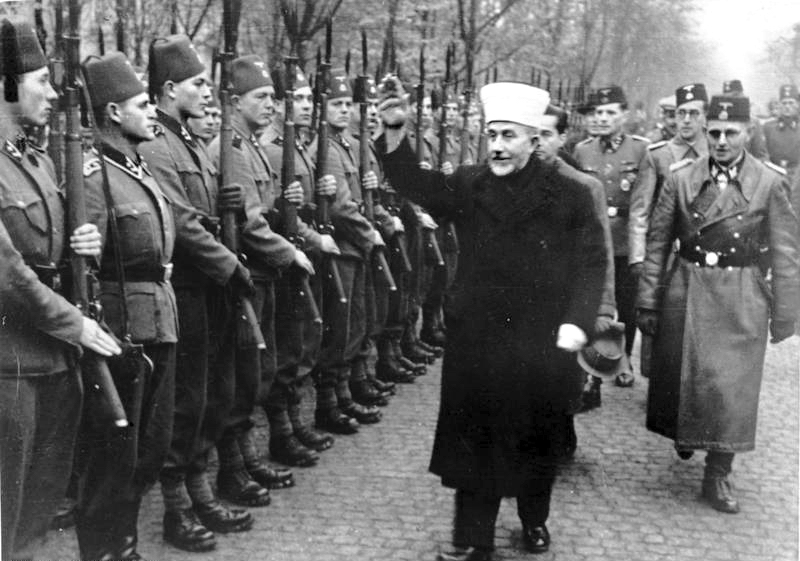
Верховний муфтій Єрусалиму Амін аль-Хусейні вітає добровольців Боснійського СС перед їх від'їздом на Східний фронт, 1943

Додаткові підрозділи Ваффен-СС були створені з: українців, албанців з Косово, сербів, хорватів, турків, кавказців, козаків та кримських татар. Українці та татари що переслідувалися Сталіним, були зумовлені опозицією радянського уряду, а не ідеологічною угодою з СС. Верховний Муфтій у вигнанні з Єрусалиму Амін аль-Хусейні створив SS-Gruppenführer разом з Гіммлером у травні 1943 року. Згодом він використовував антисемітизм і антисербський расизм, щоб залучити до підрозділів SS-Handschar боснійських мусульман. Річна радянська Окупація балтійських країн сприяла вступу латвійських та естонських волонтерів до рядів Ваффен-СС. Естонський легіон на кінець 1942 року нараховував 1,280 волонтерів. Близько 25 000 чоловік служили в дивізії Естонської СС, з тисячами інших призваних до поліцейського фронтового батальйону та прикордонних підрозділів. Більшість естонців боролися, перш за все, щоб відновити свою незалежність, 15 тисяч з них померли, воюючи разом з німцями. На початку 1944 року Гіммлер навіть звернувся до Пола з пропозицією випустити мусульманських ув'язнених з концентраційних таборів, щоб доповнити свої підрозділи СС.

Індійський легіон більшість членів з яких були незадоволені британською армією та схоплені під час Північно-Африканської кампанії присягнули на вірність Вермахту та був утворений в серпні 1942 р. В серпні 1944 р. були перейменовані в Indische Freiwilligen-Legion der Waffen-SS.SS-Charlemagne, французька волонтерська дивізія була створена в 1944 році, переважно із залишків Легіону французьких добровольців проти більшовизму та французьких Sturmbrigade.

## Втрати військ СС під час Другої Світової війни
- Вбитими — понад 253 000 осіб, в тому числі
  - 1939 р. — до 100 осіб,
  - 1940 — близько 5 000 осіб,
  - червень — листопад 1941 — близько 36 500 осіб.
- Зниклі безвісти — близько 70 000 осіб.
- В ході польської кампанії втрати СС обчислювалося кількома десятками людей. Значна перевага німецької армії в озброєнні і блискавичний перебіг кампанії звели втрати Ваффен-СС майже до мінімуму. В 1940 на Заході есесівці зіткнулися вже з іншим противником. Високий рівень підготовки англійської армії, підготовлені заздалегідь позиції і наявність сучасної артилерії у союзників стали перешкодою на шляху СС до перемоги. В ході західної кампанії Ваффен-СС втратили близько 5000 осіб. Офіцери і унтер-офіцери в ході боїв вели солдат в атаку особистим прикладом, що, на думку генералів вермахту, призвело до невиправдано великих втрат серед офіцерів Ваффен-СС. Безумовно, відсоток втрат серед офіцерів Ваффен-СС був вище, ніж у частинах вермахту, але причини цього не варто шукати в поганій підготовці або ж в методиці ведення бою. В частинах Ваффен-СС панував  командний дух і не було настільки явної грані між офіцером і солдатом, як у вермахті. Крім цього, структура Ваффен-СС будувалася на основі «фюрерпринцип» і саме тому в атаках офіцери СС були попереду своїх солдатів і гинули разом з ними.

На Східному фронті есесівці зіткнулися з запеклим опором Радянської армії і як наслідок за перші 5 місяців війни частини Ваффен-СС втратили понад 36 500 чоловік вбитими, пораненими й зниклими безвісти. З відкриттям другого фронту втрати СС ще більше збільшилися. За найскромнішими підрахунками, в період з 1 вересня 1939 року по 13 травня 1945 війська СС втратили понад 253 000 солдатів й офіцерів вбитими. За цей же час загинуло 24 генерала Ваффен-СС (без врахування тих, хто покінчив життя самогубством і генералів поліції), і два генерали СС були розстріляні за вироком суду. Кількість поранених в СС до травня 1945 року становить близько 400 000 чоловік, причому деякі есесівці були поранені більше двох разів, але після одужання все одно поверталися до ладу[що?].

## Виноски

### Інші джерела
- Семенов К. К. «Войска СС». — М.: ЯУЗА, Эксмо, 2004. — 384 с.. — 5 000 экз. ISBN 5-699-05983-0
- ???. Архів оригіналу за 6 серпня 2013. Процитовано 29 листопада 2009.

(ісп.)